# Paul Berry
Pour les articles homonymes, voir Berry (homonymie).
Paul Thomas Berry (13 mars 1961 - 26 juin 2001) est un animateur britannique spécialisé dans la technique du stop-motion qui a d'abord travaillé sur la série animée Le Vent dans les saules du studio Cosgrove Hall avant de réaliser le court-métrage horrifique d'animation The Sandman sorti en 1991 et qui a été nommé à l'Oscar du meilleur court-métrage d'animation en 1993 et a reçu le prix artistique de la meilleure animation au Festival international du film d'animation d'Ottawa en 1992.
Paul Berry a ensuite travaillé sur d'autres projets comme L'Étrange Noël de monsieur Jack en tant qu'animateur, James et la Pêche géante et Monkeybone en tant que superviseur de l'animation.
Berry est décédé le 26 juin 2001 d'une tumeur du cerveau. Il est resté fort jusque dans les mois précédant sa mort. Il avait 40 ans.